# Franz Xaver Fuhr
Pour les articles homonymes, voir Fuhr.
Franz Xaver Fuhr, né le 23 septembre 1898 à Neckarau (actuellement intégrée à Mannheim) et mort le 16 décembre 1973 à Ratisbonne (Allemagne), est un peintre allemand.

## Biographie
Il est inhumé au cimetière catholique de Ratisbonne.